# Paul Langevin
Pour les articles homonymes, voir Langevin et Famille Langevin.
Paul Langevin, né le 23 janvier 1872 à Paris 18e et mort le 19 décembre 1946 à Paris 5e, est un physicien, philosophe des sciences, pédagogue et homme politique français.
Langevin a étudié à l'École normale supérieure et a obtenu sa thèse de doctorat en 1902. Il est ensuite devenu professeur titulaire au Collège de France et directeur de l'École supérieure de physique et de chimie industrielles de la ville de Paris.
Il est connu notamment pour sa théorie du magnétisme, sa théorie du mouvement brownien, l'invention du sonar, l'introduction de la théorie de la relativité d'Albert Einstein en France, le plan Langevin-Wallon de réforme de l'enseignement ainsi que pour la direction des Congrès Solvay.
En dehors de sa carrière scientifique, Langevin a également été un militant politique actif. Il a soutenu le mouvement ouvrier et a été impliqué dans plusieurs causes sociales et politiques. Membre du Parti communiste français à partir de 1944, il est conseiller municipal du 5e arrondissement de Paris de 1945 à 1946.

## Biographie

### Jeunesse et formation
Né juste après la Commune de Paris dans une famille républicaine, Paul est le fils de Victor-Charles Langevin, ouvrier métreur-vérificateur dans le bâtiment, et de Marie-Adèle Pinel (1836-1902), institutrice, elle-même petite-nièce de Philippe Pinel,.

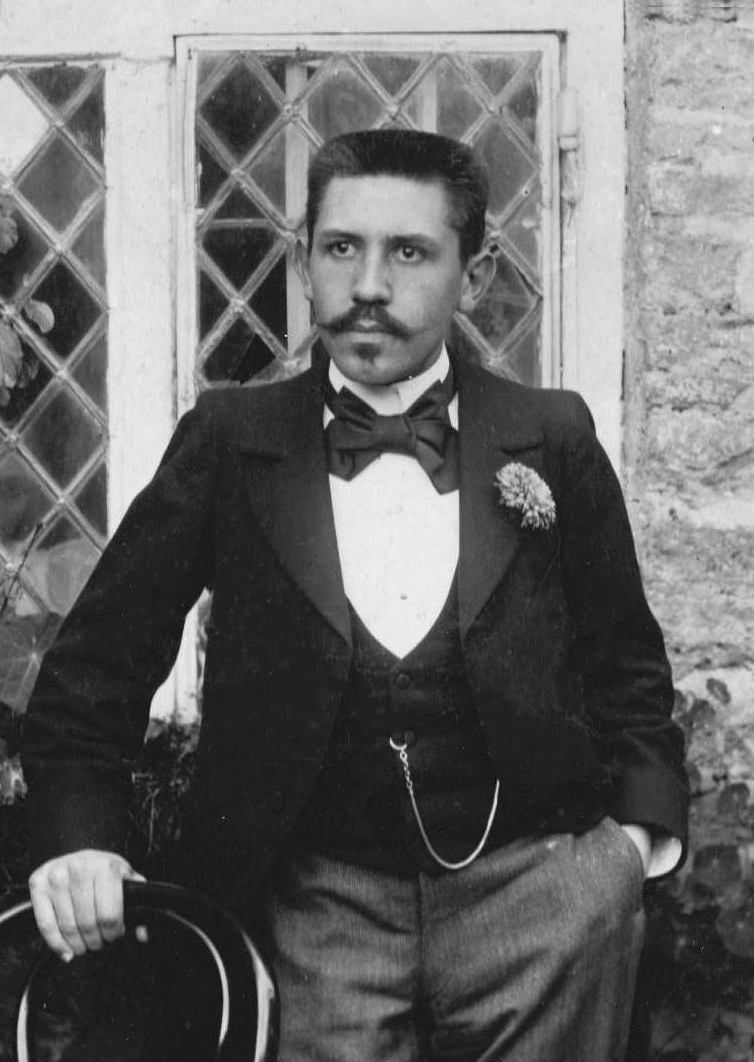
Paul Langevin à Cambridge, 1897.

Bachelier de l'enseignement secondaire spécial en 1888 (préparé dans une école primaire supérieure et non un lycée), Paul Langevin suit des études scientifiques tout d'abord à l'École municipale de physique et de chimie industrielles de la ville de Paris de 1888 à 1891 (à l'époque cette école recrutait des élèves de la filière spéciale et non de la filière générale des lycées). C'est sur les conseils de Pierre Curie, alors chef de travaux dans cette école, qu'il s'oriente vers la recherche et l’enseignement plutôt que vers une carrière d'ingénieur. Admis 1er à l’École normale supérieure en 1893, il y étudie de 1894 à 1897, où il suit les conférences de physique de Jules Violle et Marcel Brillouin, et à la faculté des sciences de Paris, où il suit les cours d'Edmond Bouty et Gabriel Lippmann et obtient les licences ès sciences physiques et ès sciences mathématiques. Lauréat du concours d'agrégation des sciences physiques en 1897, il obtient une bourse de la Ville de Paris qui lui permet d'aller travailler un an au laboratoire Cavendish de l'université de Cambridge, prestigieux laboratoire foyer de la physique moderne, dirigé par Joseph John Thomson,, où il fait la connaissance d'éminents physiciens, parmi lesquels Ernest Rutherford.

### Carrière
Paul Langevin rentre en France en 1898 et rejoint le laboratoire d'enseignement de la physique de la Faculté des sciences de Paris, dirigé par Edmond Bouty, et dont Raphaël Dongier est le sous-directeur, d'abord comme boursier de l'École normale supérieure, puis comme préparateur (à la suite du départ de Georges Sagnac). Il se lie d'amitié avec un autre préparateur du laboratoire de Gabriel Lippmann, Victor Crémieu.
Langevin obtient le doctorat ès sciences physiques en 1902, en soutenant sa thèse Recherches sur les gaz ionisés. Il devient alors professeur remplaçant, puis suppléant, au Collège de France sur la chaire de physique générale et expérimentale d'Éleuthère Mascart. En 1904, il participe, avec Henri Poincaré, au congrès international de Saint-Louis, où il fait un rapport sur la physique des électrons,. Il succède à Pierre Curie en 1905 au poste de professeur d'électricité générale de l'École municipale de physique et chimie industrielle de la ville de Paris (EMPCI) (ultérieurement École supérieure de physique et de chimie industrielles) (ESPCI). Il en devient directeur des études en 1920. En 1909, à la suite du décès d'Éleuthère Mascart, Paul Langevin devient professeur titulaire au Collège de France sur une chaire de Physique Générale et Expérimentale. Il est nommé directeur de l'EMPCI en 1925, poste qu’il conserve jusqu'à sa mort.
Il devient l'ami des Curie, de Jean Perrin, et d'Émile Borel.
À partir de 1920, il dirige le Journal de physique et du radium. Il participe en 1931 au quatrième des cours universitaires de Davos, avec de nombreux autres intellectuels français et allemands, comme Jean Guéhenno, André Honnorat ou Ignace Meyerson.
Outre le Collège de France et l'École supérieure de physique et de chimie industrielles de la ville de Paris (ESPCI), Langevin enseigne également à la section des électriciens de l’Association philotechnique (sorte de cours du soir), à l’École normale supérieure de jeunes filles de Sèvres et à l’Université ouvrière avec Romain Rolland et Henri Barbusse.
Paul Langevin a également été radioamateur sous l'indicatif : F3ST de 1938 à septembre 1939.

### Travaux scientifiques

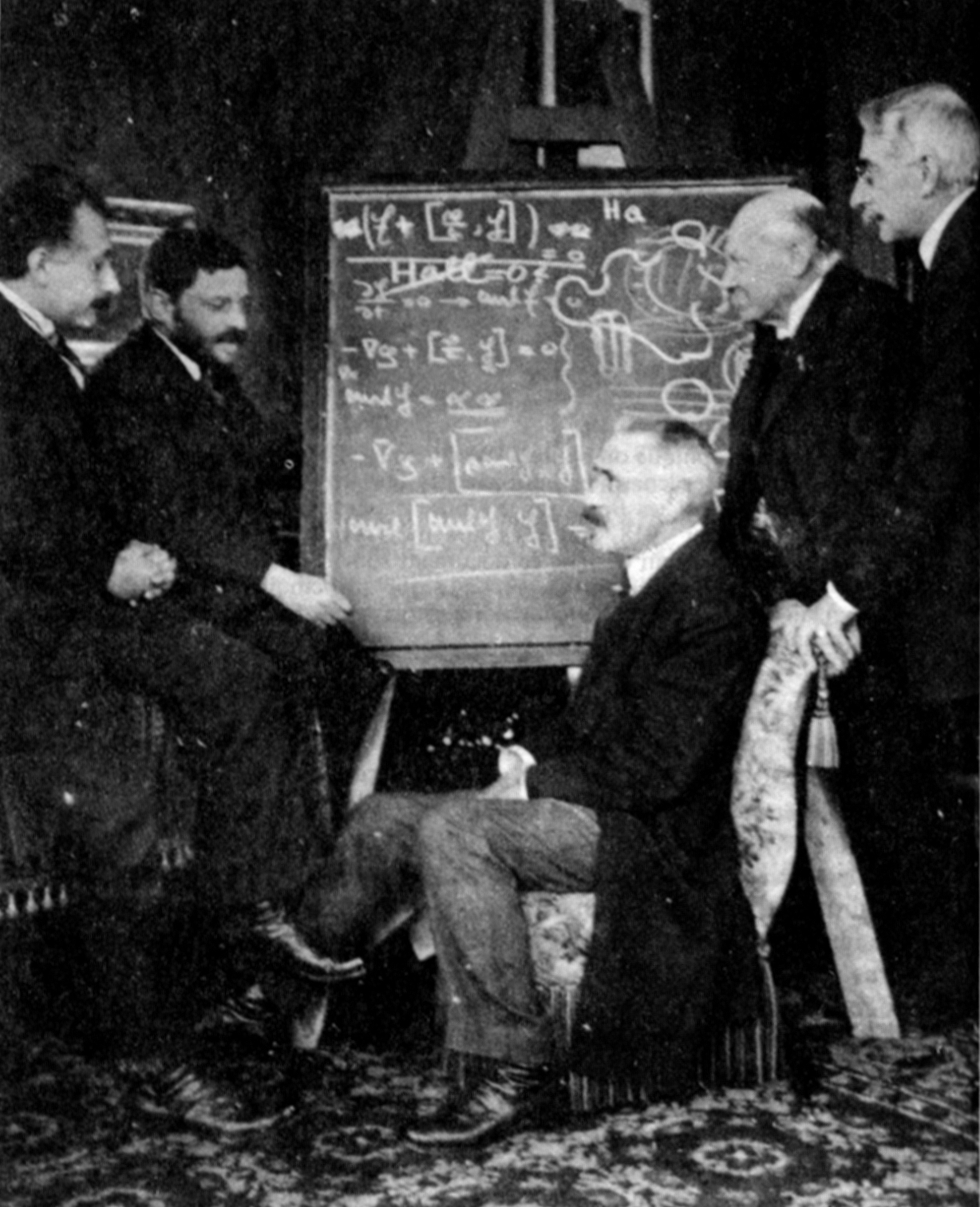
De gauche à droite : Albert Einstein, Paul Ehrenfest, Paul Langevin (assis), Heike Kamerlingh Onnes et Pierre Weiss chez Kamerlingh Onnes à Leyde aux Pays-Bas.

#### Magnétisme
Au moment où Paul Langevin entame sa carrière scientifique, en 1895, la physique est en plein bouleversement, à la suite de la découverte des électrons et de divers rayons (X et radioactivité). Après sa thèse, sur l'ionisation des gaz, les premiers travaux de Paul Langevin portent sur la nature microscopique du magnétisme. Il utilise la Physique statistique de Ludwig Boltzmann pour interpréter le fait, observé par Pierre Curie, que la susceptibilité des matériaux paramagnétiques varie avec la température. Les matériaux magnétiques seraient formés d'une multitude de petits aimants créés par des électrons en mouvement sur une orbite fermée. Les propriétés magnétiques de ces matériaux sont alors interprétées comme le compromis entre la tendance des petits aimants à s'aligner et l'agitation thermique qui tend à leur donner une direction aléatoire. Cette théorie a été publiée en 1905 (voir aussi : fonction de Langevin).
Fonction de Langevin :
{\displaystyle L(x)=\coth(x)-{1 \over x}}

#### Théorie de la relativité

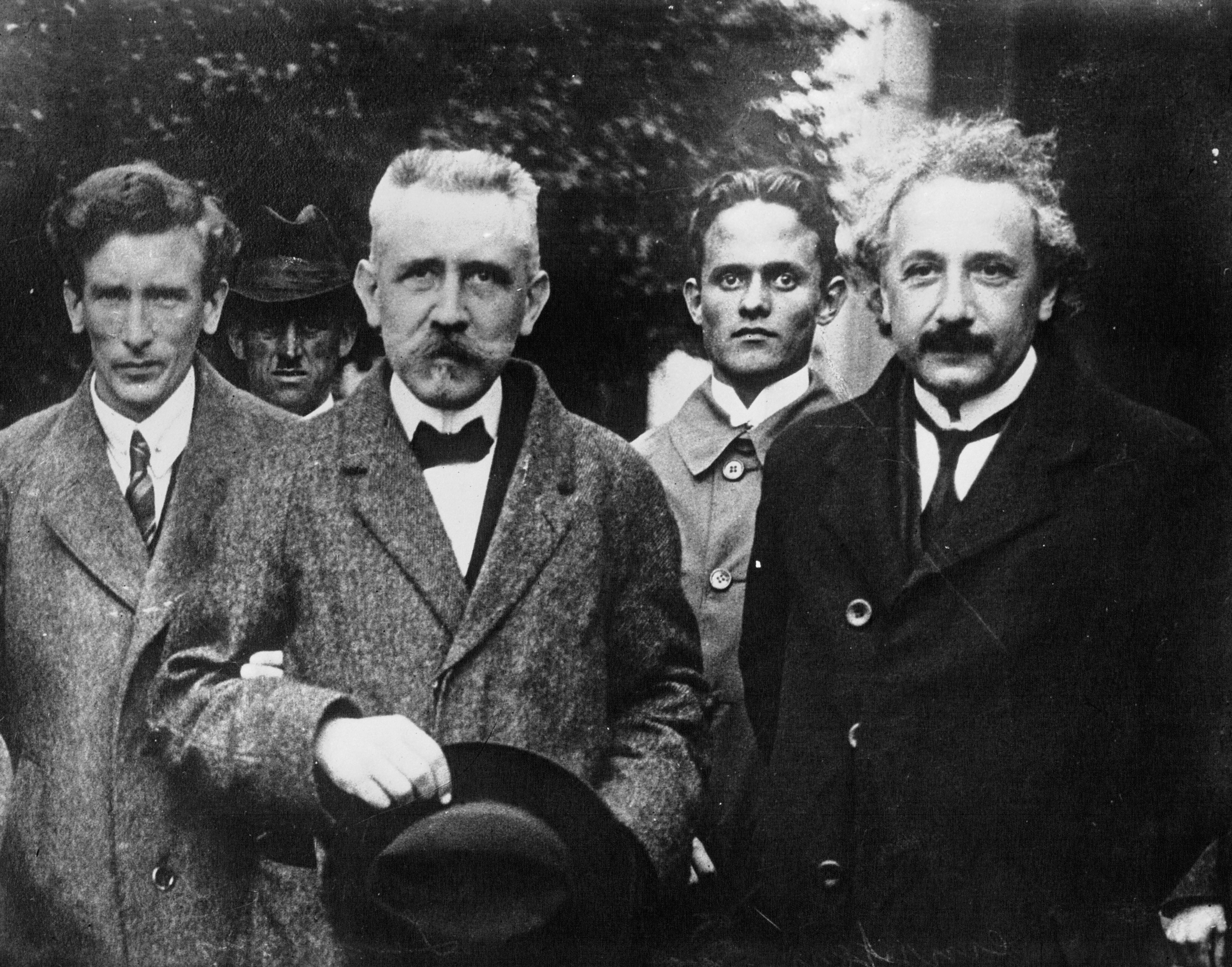
Au premier plan : Paul Langevin et Albert Einstein en 1923.

En 1906, Paul Langevin prépare un cours sur la théorie électromagnétique pour le Collège de France et aboutit au résultat selon lequel l'inertie de l'électron serait une propriété de l’énergie. Quelques mois plus tard, il a l'occasion de lire les publications d'Einstein sur la relativité restreinte et saisit le lien entre ses recherches et cette nouvelle théorie révolutionnaire. Dès lors, il consacre une partie de son temps et de ses cours au Collège de France à approfondir et répandre la théorie d’Einstein. Il devient ainsi le promoteur de cette théorie en France.

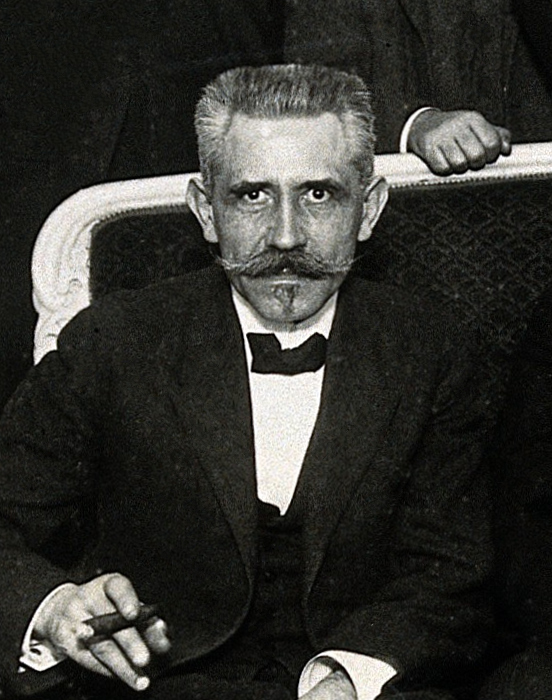
Paul Langevin à un dîner organisé par Anna de Noailles, en hommage à Albert Einstein, vers 1923.

Il enseigne la théorie de la relativité dans ses cours au Collège de France en 1910-1911. C'est alors qu'il imagine le paradoxe des jumeaux (ou boulet de Langevin) et le présente au congrès de Bologne et à la Société française de philosophie en 1911, suscitant ainsi l'intérêt de Henri Bergson qui publiera Durée et Simultanéité en 1922. En dépit de l'opposition des nationalistes anti-allemands, en 1922 il invite Einstein au Collège de France pour donner des conférences sur la relativité. Cette visite est l’occasion d’un fameux débat le 6 avril à la Société française de philosophie avec Henri Bergson, Léon Brunschvicg et Émile Meyerson qui publie La Déduction relativiste en 1925.

#### Équation de Langevin
{\displaystyle \underbrace {m{\frac {d^{2}x(t)}{d^{2}t}}} _{\text{force inertielle}}=\underbrace {-6\pi \eta R{\frac {dx(t)}{dt}}} _{\text{force de Stokes}}+\underbrace {-{\frac {F}{L}}x(t)} _{\text{force extérieure}}+\underbrace {f_{a}(t)} _{\text{force aléatoire}}}
En 1908, Paul Langevin propose une équation pour décrire la marche aléatoire des particules en suspension dans un liquide, que l'on appelle généralement mouvement brownien. Cette équation, qui est la première équation différentielle stochastique, correspond à l'écriture du principe fondamental de la dynamique d'un objet dans un liquide soumis à des forces visqueuses (force de Stokes) et à une force aléatoire correspondant au bombardement incessant du système par les atomes du milieu ambiant (voir aussi: dynamique de Langevin).

#### ASDIC
Pendant la Première Guerre mondiale, Paul Langevin mobilisé au service de la guerre met au point, avec l'ingénieur Constantin Chilowski, l'ASDIC (acronyme de Anti-Submarine Detection Investigation Committee). Cet appareil, ancêtre du sonar, est destiné à détecter les sous-marins en utilisant la réflexion des ondes ultrasonores sur ces objets. Après un premier brevet déposé en 1916, au nom de Chilowski-Langevin, Langevin recourt à la piézoélectricité du quartz (découverte en 1880 par Jacques et Pierre Curie), pour construire des émetteurs-récepteurs d’ondes ultrasonores. L’invention n’a pas été opérationnelle avant la fin de la guerre mais elle a été partagée avec les alliés, ce qui a embarqué Langevin dans des batailles de brevet dans les années 1920.

#### Congrès Solvay

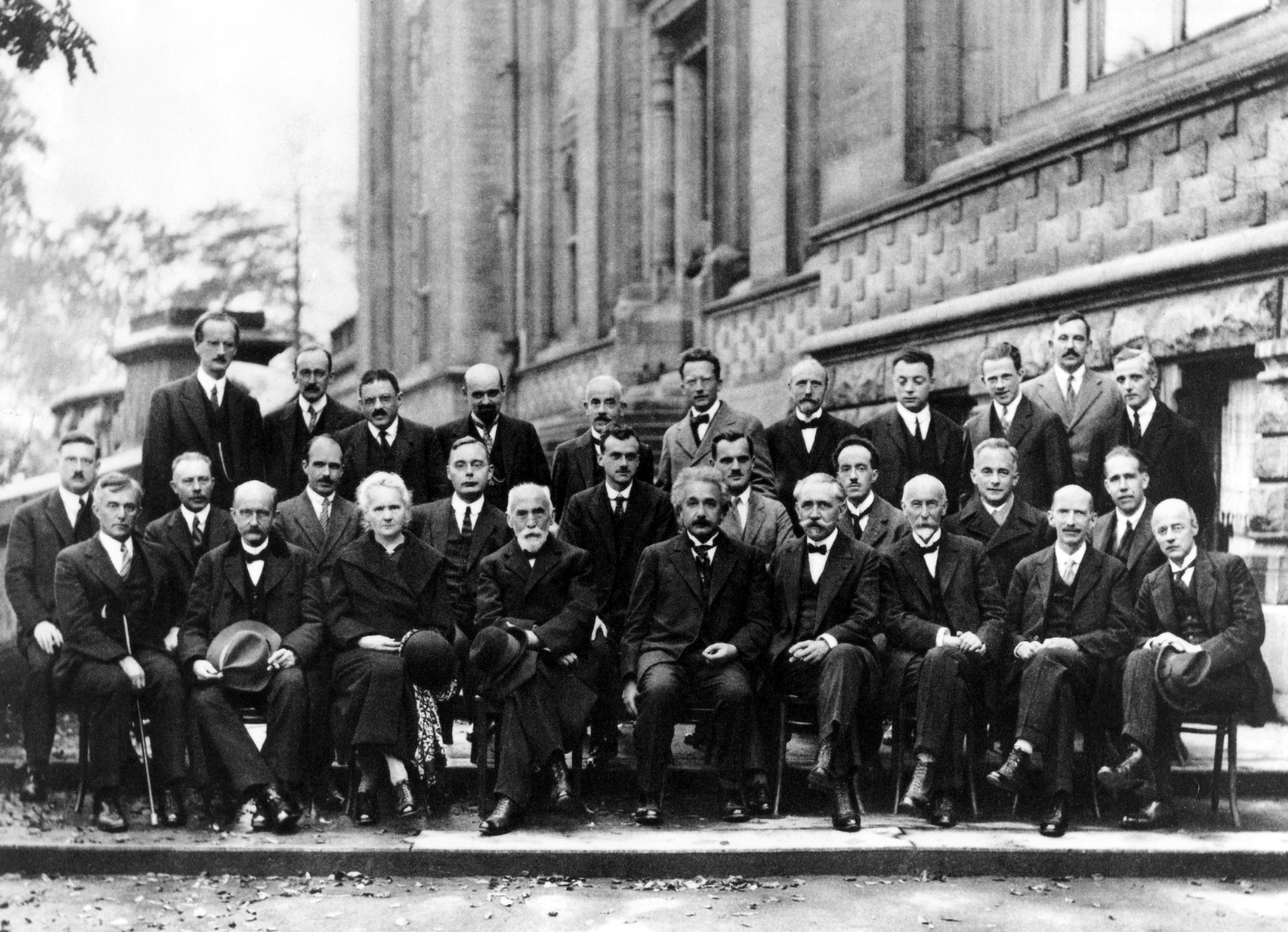
Le congrès Solvay de 1927. Paul Langevin est assis au premier rang, le quatrième à partir de la droite, à côté d'Albert Einstein.

Langevin participe aux premiers congrès Solvay, qui réunissent à partir de 1911 tous les grands physiciens de l'époque. En 1911, il est, avec Maurice de Broglie, le rapporteur du premier congrès sur « La théorie du rayonnement et les quanta ». À la suite de la mort du physicien néerlandais Hendrik Lorentz en 1928, il préside les congrès de physique de 1930 à 1933. Il s'implique également, après 1923, dans la diffusion des travaux de son élève Louis de Broglie en inscrivant immédiatement la nouvelle mécanique ondulatoire au programme de son cours au Collège de France.

### Militant et humaniste
Pour expliquer ses prises de position sociales et politiques, Paul Langevin écrit en 1945 :

« Mon père qui avait dû, malgré lui, interrompre ses études à l’âge de dix-huit ans, m’a inspiré le désir de savoir ; lui et ma mère, témoins oculaires du siège et de la sanglante répression de la Commune, m’ont, par leurs récits, mis au cœur l’horreur de la violence et le désir passionné de la justice sociale. »

Il a très tôt une activité militante : il est signataire dès 1898 de la pétition visant à innocenter Alfred Dreyfus. Après la Première Guerre mondiale, comme beaucoup d’intellectuels de tous pays, Langevin espère empêcher de nouvelles barbaries en militant pour la paix. Dès 1919, il entre au Comité directeur de Clarté, et s’engage en même temps dans la Ligue des droits de l’Homme dont il devient président en 1931. Il participe au Comité international de coopération intellectuelle de la Société des nations et tente de rétablir les relations scientifiques avec l’Allemagne. Comme Einstein, Langevin agit en missionnaire de la paix. Son discours de plus en plus orienté vers la responsabilité sociale des scientifiques, témoigne d’une grande confiance dans les vertus de la science, porteuse de valeurs morales.
En 1930, il fonde avec Henri Roger l'Union rationaliste, dont il devient le président de 1938 à 1946, afin de promouvoir le rôle fondamental de la raison dans les avancées techniques, scientifiques et culturelles de l’Humanité. Par ailleurs, il est également fondateur du journal La Pensée, avec Georges Cogniot, en 1939.
En 1932, il fonde avec Henri Barbusse et Romain Rolland le Comité mondial contre la guerre et le fascisme (Amsterdam-Pleyel).
En mars 1934, il lance un appel commun aux travailleurs, avec le philosophe Alain et l’ethnologue Paul Rivet, face à la menace d’extrême droite. Cet appel préfigure le Comité de vigilance des intellectuels antifascistes. Au cours de ses engagements des années 1930, Langevin est compagnon de route du Parti communiste. Il participe à la Conférence nationale de Gennevilliers en 1938 et témoigne en faveur des députés communistes accusés de trahison en mars 1940. Cela ne l’empêche pas de protester contre le Pacte germano-soviétique au nom de l’Union des intellectuels français en août 1939. Ses convictions rationalistes et sa foi dans la science humaniste et bienfaitrice évoluent sensiblement vers le matérialiste dialectique aussi bien au niveau scientifique que philosophique bien avant qu'il ne se considère comme marxiste.
En 1944, Paul Langevin devient membre du Parti communiste pour, dit-il, succéder à son gendre Jacques Solomon, « sans prétendre le remplacer ». L'optimisme scientifique qui a orienté toute sa pensée et son action, résiste à toutes les épreuves. Malgré son horreur de la guerre, en 1945, il considère avec Frédéric Joliot-Curie la bombe d'Hiroshima comme l'aube d'une ère nouvelle.
Il est le président de la Ligue des droits de l'homme de 1944 à 1946, après en avoir été le vice-président à partir de 1927.

### Éducateur et pédagogue

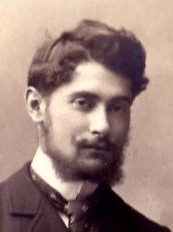
Henri Wallon avant 1940.

Dès 1921 Langevin adhère à la Ligue internationale pour l'éducation nouvelle, co-fondée par Beatrice Ensor, Maria Montessori et Adolphe Ferrière, « dans un cri de révolte contre la guerre ». L’objectif est double : participer à la réconciliation des peuples en éduquant la jeunesse et lutter contre la mécanisation croissante de la vie, contre les écoles-usines à produire des adultes en favorisant les innovations pédagogiques. Langevin partage cet élan vers les pédagogies nouvelles et favorise l’essor de la recherche pédagogique. Président d’une commission chargée de réorganiser le Musée pédagogique en 1926, il propose de créer un Institut national de recherche pédagogique ainsi qu’un Centre national de documentation pédagogique. Au sein de la commission de réforme de l’école unique en 1925, Langevin défend ardemment l’idée que l’école doit avant tout donner une culture commune à toutes les sections. Il oppose la culture conçue comme moyen de créer du lien social et la profession considérée comme un facteur de division sociale. Cette culture doit être commune à toutes les sections. Contre les partisans de la culture classique, il englobe dans cette culture commune « le travail manuel et les arts, les sciences expérimentales et théoriques, l’histoire des idées et des faits, les langues et les littératures, et la philosophie ».
« Cette culture générale doit représenter tout ce qui, indépendamment de la profession, prépare l’enfant à la vie, c’est-à-dire au contact avec les choses et avec les hommes, et lui permettre d’agir sur les choses d’accord avec les hommes et conformément aux lois qui régissent les uns et les autres ». Il cherche à promouvoir les humanités modernes (face au latin et au grec) grâce à la valeur éducative des sciences qui passe par l’histoire des sciences. Les sciences enseignées selon leur histoire forment l’esprit, autant que la littérature, le latin ou le grec.
Il est président du Groupe français d'éducation nouvelle de 1936 à 1946, président (en 1935) et président d'honneur (en 1945) de la Société française de pédagogie.
Paul Langevin est chargé après la guerre de la réforme de l'enseignement dont le psychologue Henri Wallon reprend la direction après son décès en décembre 1946 et qui est ensuite connue sous le nom de plan Langevin-Wallon. Cette commission créée en novembre 1944 a pour tâche de réorganiser l’enseignement de la maternelle à l’université et de prévoir des mesures de transition. Au prix d’un travail acharné, la vingtaine de membres de la commission élabore un plan complet qui est remis au gouvernement peu après la mort de Langevin en mai 1947. Mais à la suite du changement de majorité politique, le plan Langevin-Wallon est archivé sans être mis en œuvre.

### Seconde Guerre mondiale

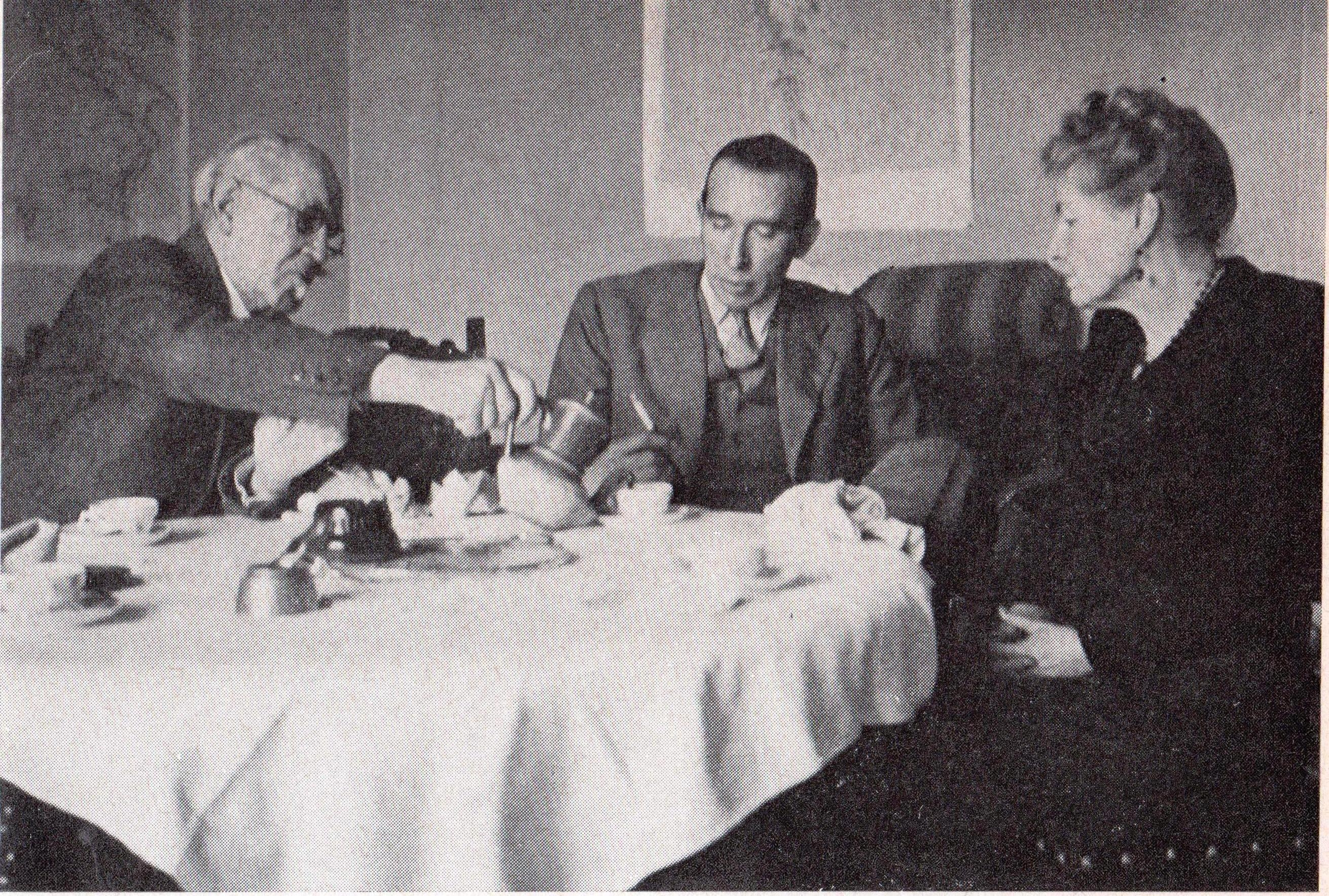
Paul Langevin en résidence surveillée à Troyes en 1944, son épouse Jeanne Desfosses et son neveu Pierre Bourgeois.

Au début de l'occupation allemande, sa notoriété antifasciste vaut à Langevin d'être arrêté par la Gestapo le 30 octobre 1940. Il est incarcéré à la prison de la Santé. Son arrestation est à l'origine de la première manifestation anti-allemande, le 11 novembre 1940. Le 20 novembre, le gouvernement de Vichy le révoque de ses fonctions au Collège de France. Libéré le 8 décembre, il est aussitôt placé en résidence surveillée à Troyes où il enseigne bénévolement à l’école normale d’institutrices. Sa fille Hélène Langevin, mariée au physicien résistant Jacques Solomon, est déportée à Auschwitz en 1943, après que son mari a été fusillé au Mont-Valérien le 23 mai 1942. Elle est dans le même convoi de prisonniers politiques que Marie-Claude Vaillant-Couturier, Danielle Casanova et Charlotte Delbo.
En mai 1944, Paul Langevin quitte clandestinement le territoire français pour la Suisse.
Sa fille revient d’Auschwitz en 1945.
Paul Langevin meurt à Paris 5e le 19 décembre 1946.

### Vie privée
Paul Langevin épouse Jeanne Desfosses (1874-1970) à Choisy-le-Roi le 22 septembre 1898. De cette union naissent quatre enfants : Jean (1899-1990), André (1901-1977), Madeleine (1903-1977) et Hélène (1909-1995).
Avec sa secrétaire et compagne Éliane Montel (1898-1993), il devient père de Paul-Gilbert Langevin (1933-1986).
Paul Langevin a eu, outre ses cinq enfants, huit petits-enfants : Bernard, Noémie, Sylvestre, Michel, Aline, Jacques, Paul-Éric et Isabelle,,.
En 1910, en instance de divorce, il a une liaison avec Marie Curie, liaison révélée en 1911 par la presse nationaliste. Cette nouvelle fait scandale dans la société de l'époque, et donne lieu à plusieurs duels à l'épée au vélodrome du Parc des Princes, opposant les partisans et détracteurs de Paul Langevin et Marie Curie.

## Distinctions

### Décorations
- Grand-croix de la Légion d'honneur (1946)[45] ; grand officier (1938) ; commandeur (1932) ; officier (1923) ; chevalier (1919).
- Commandeur de l'ordre de l'Empire britannique (1920)[46].
- Commandeur de l'ordre de Sant'Iago de l'Épée (1930)[47].
- Commandeur avec étoile de l'ordre Polonia Restituta (1946)[48].

### Médailles
- Médaille Hughes (1915) ;
- Médaille Copley, « pour son travail novateur sur la théorie électronique du magnétisme, ses contributions fondamentales au sujet de l'électricité dans les gaz, et ses importants travaux dans de nombreux domaines de la physique théorique » (1940) ;
- Grande médaille d'or avec plaquette d'honneur de la Société académique Arts-Sciences-Lettres[49].

### Prix
- Prix Saintour (1901) ;
- Prix de l'Académie des sciences (1907) ;
- Prix Clément-Félix (1918) ;
- Prix Lassere (1924) ;
- Prix La Caze de l'Académie des sciences (1924).

### Sociétés savantes
- Membre de l'Académie des sciences de Paris et de l'Académie de marine ;
- Membre étranger de la Royal Society et de l'Institution royale de Londres ;
- Membre d'honneur de l'Académie des sciences de l'URSS ;
- Membre de la Société royale des sciences de Göttingen, de l'Accademia dei Lincei à Rome, des Académies des sciences de Prague, Bologne, Buenos Aires, Copenhague, de l'Académie royale d'Irlande.

### Doctorats honoris causa
- Docteur honoris causa des universités de Manchester, Leeds, Bristol, Cambridge, Bruxelles, Liège.

## Hommages

### Buste
- Buste de Paul Langevin, par Hubert Yencesse, 1946, bronze, Paris, Rectorat d'Académie.

### Portraits
- En 1945, Pablo Picasso réalise un portrait de Paul Langevin. Celui-ci est conservé au musée Picasso à Paris[50].

### Prix
Le prix Paul-Langevin de la Société française de physique lui rend hommage.
Le prix Langevin de l'Académie des sciences a été créé à l'initiative de Paul Langevin pour rendre hommage aux savants français assassinés par les Nazis en 1940-1945, en mémoire de Henri Abraham, Eugène Bloch, Georges Bruhat, Louis Cartan et Fernand Holweck.

### Instituts
La France et l'Allemagne ont créé en 1967 l'institut Laue-Langevin en hommage à Paul Langevin et au physicien allemand Max von Laue. Ce centre de recherche international est le leader mondial en sciences et techniques neutroniques.
L'institut Langevin « Ondes et Images » est né en 2009 de la fusion du laboratoire « Ondes et acoustique » et du laboratoire d'optique physique de l'ESPCI.

### Établissements
De nombreux établissements d'enseignement portent son nom :

- les écoles primaires et maternelles de Seysses (Haute-Garonne), Givors (Rhône), Palaiseau (Essonne), Recquignies et Seclin (Nord), Choisy-le-Roi (Val-de-Marne), Dugny (Seine-Saint-Denis), Bobigny (Seine-Saint-Denis), Joué-lès-Tours (Indre-et-Loire), Le Havre (Seine Maritime), Biot (Alpes Maritimes), Potigny (Calvados) Argenteuil (Val d' Oise)
- les écoles élémentaires de Villerupt (Meurthe-et-Moselle), Lanester (Morbihan), Seclin, Lomme et Hornaing (Nord), Strasbourg (Bas-Rhin), Pierre-Bénite (Rhône), Saint-Denis (Seine-Saint-Denis), Aubervilliers (Seine-Saint-Denis), Sartrouville (Yvelines), Le Havre (Seine Maritime), Villejuif (Val-de-Marne) ;
- les collèges de Carros (Alpes-Maritimes), du Guilvinec (Finistère), d'Évron (Mayenne), de Hennebont (Morbihan), de Couëron (Loire-Atlantique), de Rouvroy et Boulogne-sur-Mer (Pas-de-Calais), de Ville-la-Grand (Haute-Savoie), de Mitry-Mory (Seine-et-Marne), des Sables-d'Olonne (Vendée), de Saint-Junien (Haute-Vienne), de Fourchambault (Nièvre), d’Alfortville (Val-de-Marne), d'Avesnes-les-Aubert (Nord) et le collège d'Hagondange (Moselle) ;
- les lycées de Martigues (Bouches-du-Rhône), Romans-sur-Isère (Drôme), Beauvais (Oise), Waziers (Pas-de-Calais), La Seyne-sur-Mer (Var), Sainte-Geneviève-des-Bois (Essonne), Suresnes (cf. « lycée Paul-Langevin (Suresnes) »), Nanterre (Hauts-de-Seine) et Saint-Joseph (La Réunion) ;
- le bâtiment de l'UFR sciences et technique de l’Université de Brest[53] (ancienne école primaire).

### Artères et places
De nombreuses artères et places dans plusieurs villes de France portent son nom, dont notamment une place à Saint-Denis (Seine-Saint-Denis). Le square Paul-Langevin, dans le 5e  arrondissement de Paris, a été nommé en sa mémoire, ainsi que la rue Paul-Langevin à Antony dans les Hauts-de-Seine.

### Autres
Le Centre Paul Langevin à Aussois en Savoie est un centre de vacances et de séminaires administré par le Comité d'action sociale du CNRS.
En 1970, l'Union astronomique internationale a attribué le nom de Langevin à un cratère lunaire.
En 1972, un colloque a lieu au Sénat en hommage au centenaire de la naissance du savant.
Une journée d'étude organisée par la Société française de physique a eu lieu le 29 juin 2022 à l'ESPCI à l'occasion des cent-cinquante ans de sa naissance,.
Un second hommage, le colloque Paul Langevin, un savant engagé, a eu lieu à l'ESPCI le 10 novembre 2022.
Le livre Paul Langevin, mon père, l'homme et l'œuvre a été traduit en anglais par Francis Duck et est paru en septembre 2022 aux éditions EDP Sciences.

## Transfert au Panthéon

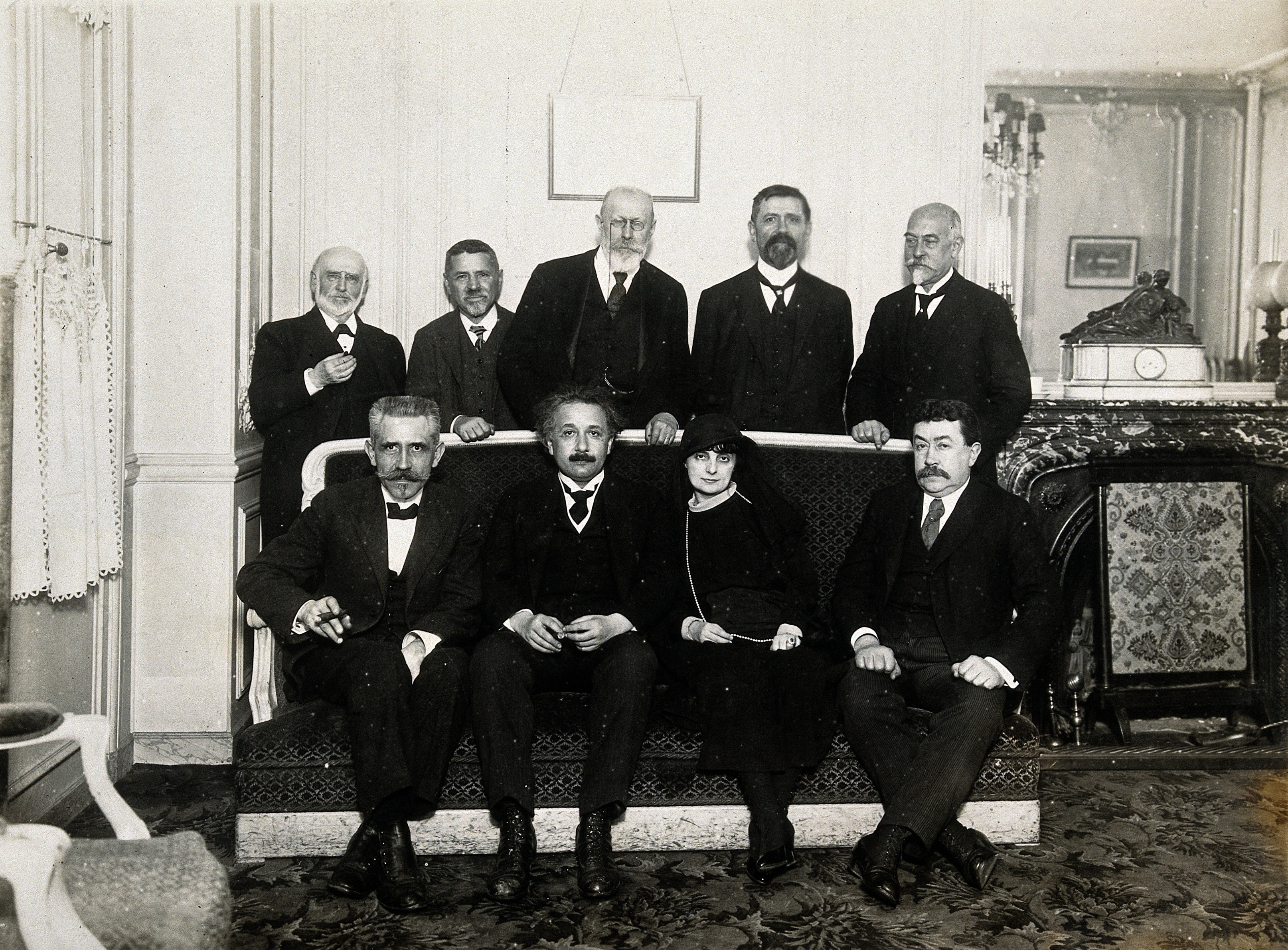
Repas en hommage à Albert Einstein, avec Paul Langevin, Albert Einstein, Anna de Noailles, Paul Painlevé (assis de gauche à droite) et Émile Borel (derrière Anna de Noailles), Paul Appell (derrière Albert Einstein), vers 1923.

Le 28 septembre 1948, le président de la République Vincent Auriol signe la loi d'État no 48-1502, relative au transfert des cendres de Jean Perrin et de Paul Langevin au Panthéon. La cérémonie a lieu le 17 novembre pour les deux scientifiques.
À cette occasion, plusieurs hommages leur sont rendus : deux timbres postaux sont édités par le ministère des PTT, l'un de 8 francs à l'effigie de Jean Perrin, dessiné et gravé par Pierre Gandon ; l'autre de 5 francs illustrant Paul Langevin, dessiné et gravé par Charles Mazelin. Ces deux timbres sont émis à 2,89 millions d'exemplaires entre le 17 novembre 1948 (date de l'inhumation) et le 26 mars 1949.
Pour le transfert des cendres, Pablo Picasso dessine un second portrait en noir et blanc de Paul Langevin, exécuté d'après le premier dessin réalisé en 1945 et simplifié. Le no 234 du 18 novembre 1948 du journal Les lettres françaises reproduit ce portrait accompagné d'un article-hommage à Paul Langevin et Jean Perrin.

## Archives
- Les œuvres de Paul Langevin sont dans le domaine public depuis le 1er janvier 2017.
- Paul Langevin sur Wikilivres.
- La majeure partie des archives[64] se situe au sein du Fonds Paul Langevin de l'ESPCI, créé à l'initiative de Jean-Pierre Kahane et Paul Brouzeng, en 1980 et 1984[65]. Le Centre de ressources historiques de l'ESPCI, dirigé par Catherine Kounelis[66], avec l'aide de Paris sciences et lettres, a numérisé 9093 documents issus de ce fonds d'archives[67], disponibles en ligne depuis le 2 décembre 2020, à consulter ici : Fonds Paul Langevin.
- Archives de Paul Langevin, diffusées en ligne sur les sites Wikisource et Calaméo, à partir du Fonds de documentation Montel-Langevin, par Paul-Éric Langevin.
- Archives de Paul Langevin et de sa famille, déposées au Musée de la Résistance nationale de Champigny-sur-Marne, par Bernard Langevin. Les archives de Michel Langevin ont été déposées à l'Institut Curie[68].

## Publications

### Cours au Collège de France
- Les gaz conducteurs (1902)
- Propriétés électriques des gaz, matière et électricité (1903)
- Applications de la théorie des ions à l'explication des phénomènes de décharge disruptive et radioactive (1904)
- Etude expérimentale de diverses radiations, application de la théorie des électrons (1905)
- Les théories de Maxwell et de Lorentz et leurs vérifications expérimentales (1906)
- Les bases expérimentales de l'atomistique (1907)
- Phénomènes de décharge disruptive (1908)
- Phénomènes généraux de l'électricité et du magnétisme (1909)
- La théorie électronique des radiations et le principe de relativité (1910)
- La propagation des ondes électromagnétiques à travers la matière, applications aux phénomènes électro et magnéto-optiques et à la biréfringence cristalline (1911)
- Les difficultés de la théorie du rayonnement (1912)
- Les propriétés électriques et thermiques des métaux (1913)
- Les rayons de Röntgen et la radiographie (1914)
- Le principe de la relativité et les théories de la gravitation (1915-1918)
- Les aspects successifs et les confirmations expérimentales du principe de relativité (1919)
- Le principe de relativité et la théorie de la gravitation (1920)
- Les applications du principe de relativité aux théories de la gravitation et de l'électromagnétisme (1921)
- Les phénomènes de haute fréquence (1922)
- Physique des tenseurs (1922)
- La liaison entre les phénomènes électriques et élastiques (1923)
- La structure des atomes et leurs propriétés magnétiques et optiques (1924)
- Ultrasons (1924)
- Radiation, atomes (1924)
- La structure de la lumière et les quanta (1926)
- Le magnétisme au point de vue électronique (1926)
- Les échanges entre la matière et le rayonnement (1927)
- Structure de la lumière, nouvelles méthodes de statistique, équilibre du rayonnement et de la matière (1927)
- Le magnétisme: récents progrès théoriques et expérimentaux (1929)
- Sur matière et lumière (1929)
- La situation actuelle du magnétisme (1930)
- Les bases expérimentales et théoriques de la physique des quanta (1931)
- Idées actuelles et faits nouveaux concernant la notion d'atome (1933)
- Molécules, atomes, électrons et photons (1934)
- Le champ électromagnétique, travaux récents (1935)
- Exposés et discussions de physique générale, les tenseurs en physique pure et appliquée (1936)
- Exposés et discussions, les bases de la physique quantique (1938)
- Les notions fondamentales de l'électromagnétisme (1939)
- L'électromagnétisme et la physique: exposés et discussions de la physique moderne (1940)
- Dernier cours au Collège de France (1940)

### Principales publications
- Recherches sur les gaz ionisés, thèse de doctorat, Paris, 1902.
- L'Esprit de l'enseignement scientifique, Paris, 1904.
- Notice sur les travaux de Pierre Curie, Paris, 1904.
- Sur l'impossibilité physique de mettre en évidence le mouvement de translation de la Terre, 1905.
- Pierre Curie, 1906.
- Sur la théorie du mouvement brownien, Paris, 1908 (lire en ligne)[69].
- « L'Œuvre d'Éleuthère Mascart », La Revue du Mois,‎ 1909 (lire en ligne, consulté le 3 juillet 2020).
- L'Évolution de l'espace et du temps, Scientia, 1911.
- Le Temps, l'espace et la causalité dans la physique contemporaine, Paris, 1911.
- Henri Poincaré, le physicien, Alcan, Nouvelle collection scientifique, 1914.
- Le Principe de relativité, 1922.
- L'Aspect général de la théorie de la relativité, 1922.
- La Physique depuis vingt ans, recueil de textes scientifiques, 1923.
- La Valeur éducative de l'histoire des sciences, 1926.
- Fascisme et Démocratie, Frankfurter Zeitung, 1926.
- Les Étapes de la pensée scientifique, Paris, 1927.
- Les Nouvelles mécaniques et la chimie, 1928.
- Les Fonctions sociales de l'investigation scientifique, Buenos Aires, 1928.
- Paul Schützenberger, Fondation Schützenberger, Paris, 1929.
- Les méthodes modernes de guerre et la protection des populations civiles, éditions Marcel Rivière, 1929.
- L'Orientation actuelle de la physique, Paris, Alcan, 1930.
- L'Œuvre d'Einstein et l'astronomie, 1931.
- La Contribution des sciences physiques à la culture générale, 1931.
- Y a-t-il une crise du déterminisme ?, Paris, 1931.
- Science et laïcité, Paris, M. Prudhomme, 1931, 40 p. (ISBN 978-2-402-22215-0, lire en ligne).
- Le Problème de la culture générale, Paris, 1932 (lire en ligne).
- Paul Painlevé, le savant, 1933.
- L'Enseignement en Chine, avec Carl Heinrich Becker, Marian Falski (pl) et Richard Henry Tawney, 1933.
- La Notion de corpuscule et d'atome, 1933.
- La Valeur humaine de la science, 1934.
- Notice sur les travaux scientifiques de Paul Langevin, Paris, 1934.
- La jeunesse devant le fascisme, Paris, Comité de vigilance des intellectuels antifascistes, 1934.
- Les prétentions sociales du fascisme, Paris, Comité de vigilance des intellectuels antifascistes, 1934.
- L'Allemagne, champ de manœuvre, le fascisme et la guerre, Paris, Éditions sociales internationales, 1934.
- Statistique et déterminisme, Paris, PUF, 1935 (lire en ligne).
- Espace et temps dans un univers euclidien, 1935
- La Science pure et la technique, Paris, 1936.
- La France en face du problème colonial, Paris, Comité de vigilance des intellectuels antifascistes, 1936.
- Non, la guerre n'est pas fatale!, Paris, Comité de vigilance des intellectuels antifascistes, 1936.
- La Science et la vie, Paix et liberté, 1937.
- Halte aux incendiaires : L'Espagne et la sécurité collective, Paris, Éditions du comité mondial contre la guerre et le fascisme, 1937.
- Congrès « Paix et liberté » du Front populaire de la région parisienne, discours de Paul Langevin, Éditions « Paix et liberté », 1939.
- Les Courants positiviste et réaliste dans la philosophie de la physique, Paris, 1939.
- « La Physique moderne et le déterminisme », La Pensée, no 1,‎ 1939 (lire en ligne, consulté le 3 juillet 2020).
- La Science comme facteur d'évolution morale et sociale, Les Cahiers Rationalistes, 1939.
- Science et liberté, 1939.
- « Culture et humanités », La Pensée, no 1,‎ 1944 (lire en ligne sur Gallica, consulté le 3 juillet 2020).
- « Victor Basch (1863-1944) », sur webtv.parisnanterre.fr, Paris, 1945 (consulté le 3 juillet 2020).
- « Pasteur, le savant et l’homme », La Pensée, Paris, no 7,‎ avril 1946, p. 13 (lire en ligne sur Gallica, consulté le 3 juillet 2020).
- « L’Ère des transmutations », La Pensée, Paris, no 7,‎ juillet 1945, p. 9 (lire en ligne sur Gallica, consulté le 3 juillet 2020).
- « Matérialisme mécaniste et matérialisme dialectique », La Pensée, Paris,‎ mai 1947, p. 20 (lire en ligne sur Gallica, consulté le 3 juillet 2020).
- Hommage à Jacques Solomon, Union française universitaire, Paris, 1946.
- « La Science et la paix », Quadrige,‎ mai 1947 (lire en ligne sur Gallica, consulté le 3 juillet 2020).
- Paul Langevin, écrits philosophiques et pédagogiques, Pour l'ère nouvelle, numéro spécial, éditions Bourrelier, 1947.
- La Pensée et l'Action, textes recueillis et présentés par Paul Labérenne, préfaces de Frédéric Joliot-Curie et Georges Cogniot, Paris, Les Éditeurs Français Réunis, 1950.
- Œuvres scientifiques de Paul Langevin, Éditions du CNRS, 1950.
- L’évolution humaine des origines à nos jours, étude biologique, physiologique et sociologique de l’homme, par Aristide Quillet, préface de Paul Langevin, 1951.

### Filmographie
- Solutions françaises, film de Jean Painlevé, 22 min, 1939, à visionner à la BNF.
- Philippe Haudiquet, « Paul Langevin » [16 mm couleur, 41 min], 1985 (consulté le 3 juillet 2020).
- Les bâtisseurs du monde: Langevin, film d'André Labarthe, 15 min, 1957, dans les archives de l'Institut national de l'audiovisuel.
- À la Sorbonne, le Front national universitaire fête le 73e anniversaire de Paul Langevin, 2 min 18, 1945, vidéo dans les archives de l'Institut national de l'audiovisuel.
- Obsèques nationales de Paul Langevin (1946) et de Frédéric Joliot-Curie (1958), 13 min, sur Ciné-Archives, le fonds audiovisuel du PCF, mouvement ouvrier et démocratique.
- Un grand savant français, Paul Langevin, film de François Campaux, 16 mm, 14 min, Institut de cinématographie scientifique, ESPCI, 1946.
- Le transfert des cendres des savants Langevin et Perrin au Panthéon, 45 secondes, INA, 25 novembre 1948.

### Notices et ressources
- Ressources relatives à la recherche :   - Collège de France
  - La France savante
  - Mathematics Genealogy Project
  - Persée
- Ressources relatives à la vie publique :   - base Léonore
  - Maitron
- Ressource relative à la santé :   - Bibliothèque interuniversitaire de santé
- Notices dans des dictionnaires ou encyclopédies généralistes :   - Brockhaus
  - Den Store Danske Encyklopædi
  - Deutsche Biographie
  - Enciclopedia De Agostini
  - Gran Enciclopèdia Catalana
  - Hrvatska Enciklopedija
  - Internetowa encyklopedia PWN
  - Nationalencyklopedin
  - Store norske leksikon
  - Treccani
  - Universalis
- Notices d'autorité :   - VIAF
  - ISNI
  - BnF (données)
  - IdRef
  - LCCN
  - GND
  - Italie
  - Japon
  - CiNii
  - Espagne
  - Belgique
  - Pays-Bas
  - Pologne
  - Israël
  - NUKAT
  - Vatican
  - Australie
  - Norvège